# Kawaguchi
Kawaguchi (japanska: 川口市?, Kawaguchi-shi) är en stad i Saitama prefektur i Japan.
Staden bildades 1933 och har sedan 2001
status som speciell stad (japanska: 特例市?, Tokureishi) enligt lagen om lokalt självstyre. 2011 inkorporerades grannstaden Hatogaya med cirka 62 000 invånare.
Staden ligger i södra delen av Saitama och gränsar i söder till Kita-ku och Adachi-ku i Tokyo. Den är en del av Stortokyo och är prefekturens näst största stad.

## Kommunikationer
Den viktigaste järnvägslinjen genom staden är Keihin-Tōhokulinjen som förbinder Kawaguchi med städerna Saitama och Tokyo.